# Heusden Koers 1988
De 40e editie van de Belgische wielerwedstrijd Heusden Koers werd verreden op 16 augustus 1988. De start en finish vonden plaats in Heusden. De winnaar was Patrick Onnockx, gevolgd door Jean-Pierre Heynderickx en Marnix Lameire.

## Uitslag
| Heusden Koers 1988 |                         |                    |      |
| Plaats             | Naam                    | Ploeg              | Tijd |
| Winnaar            | Patrick Onnockx         | ADR-Anti-M-Enerday |      |
| 2                  | Jean-Pierre Heynderickx | Sigma-Fina         |      |
| 3                  | Marnix Lameire          | ADR-Anti-M-Enerday |      |

1929 · 1930-1935 · 1936 · 1937 · 1938 · 1939 · 1952 · 1953 · 1954 · 1955 · 1956 · 1957 · 1958 · 1959 · 1960 · 1961 · 1962 · 1963 · 1964 · 1965 · 1966 · 1967 · 1968 · 1969 · 1970 · 1971 · 1972 · 1973 · 1974 · 1975 · 1976 · 1977 · 1978 · 1979 · 1980 · 1981 · 1982 · 1983 · 1984 · 1985 · 1986 · 1987 · 1988 · 1989 · 1990 · 1991 · 1992 · 1993 · 1994 · 1995 · 1996 · 1997 · 1998 · 1999 · 2000 · 2001 · 2002 · 2003 · 2004 · 2005 · 2006 · 2007 · 2008 · 2009 · 2010 · 2011 · 2012 · 2013 · 2014 · 2015 · 2016 · 2017 · 2018 · 2019 · 2020 · 2021 · 2022 · 2023